# Seweryn Mielżyński

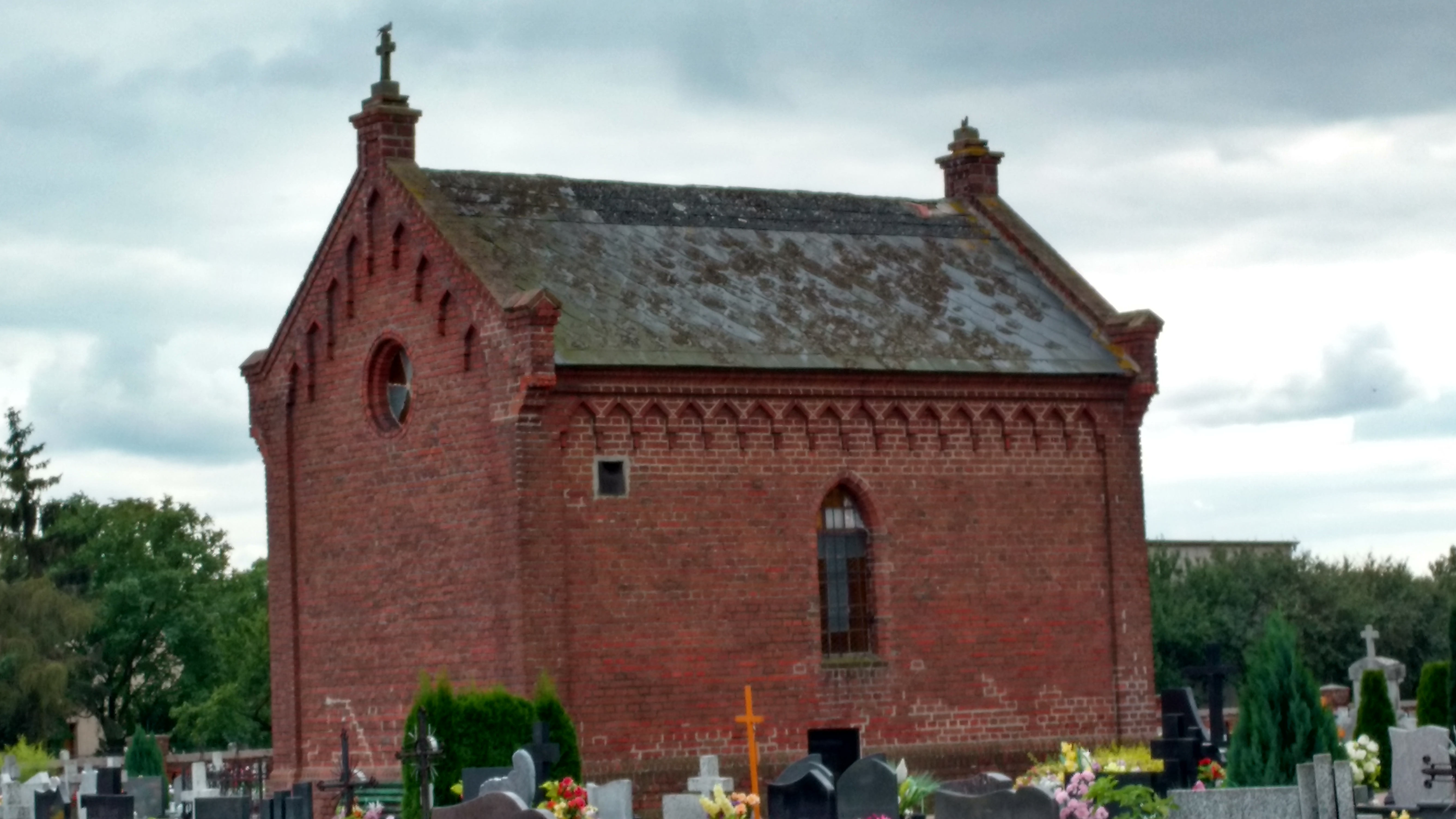
Miejsce pochówku Seweryna Mielżyńskiego – kaplica cmentarna w Miłosławiu

Seweryn Mielżyński hrabia herbu Nowina (ur. 11 października 1804 w Poznaniu, zm. 17 grudnia 1872 w Miłosławiu) – działacz polityczny, malarz, kolekcjoner dzieł sztuki, uczestnik powstań narodowych, prezes honorowy Poznańskiego Towarzystwa Przyjaciół Nauk w latach 1865–1872.

## Życiorys
Był uczestnikiem powstania listopadowego (10 sierpnia 1831 odznaczony Krzyżem Złotym Orderu Virtuti Militari, wyprawy sabaudzkiej w 1834 i powstania poznańskiego w 1848. W latach 1848–1850 był działaczem Ligi Polskiej, następnie (1858–1861) posłem do sejmu pruskiego. W 1872 założył Towarzystwo Oświaty Ludowej. Był fundatorem gmachu Poznańskiego Towarzystwa Przyjaciół Nauk przy dawnej ulicy Młyńskiej (dziś ulica Seweryna Mielżyńskiego), a także mecenasem sztuki. Wykupił ogromną kolekcję sztuki Edwarda Rastawieckiego i przekazał ją Poznańskiemu Towarzystwu Przyjaciół Nauk, w którym utworzono później publiczne Muzeum im. Mielżyńskich. Zbiory te stanowią zasadniczy zrąb kolekcji Muzeum Narodowego w Poznaniu. W swojej siedzibie rodowej w Miłosławiu stworzył ośrodek życia kulturalnego.
W 1842 poślubił Franciszkę Wilxszycką h. Nałęcz (1805-1874). Zmarł bezpotomnie w 1872. Pochowany w kaplicy cmentarnej w Miłosławiu razem z żoną, synem Sewerynem (żył tylko jeden dzień) i Leonem Kaplińskim.
Był bratem Macieja, działacza politycznego i społecznego.